# Francesco Tarnassi
Francesco Tarnassi (ur. w 1850 w Rzymie, zm. 24 maja 1902 tamże) – włoski duchowny rzymskokatolicki, protonotariusz apostolski, dyplomata papieski.

## Biografia
Po otrzymaniu święceń prezbiteriatu pracował jako radca w różnych nuncjaturach. W latach 1879–1883 był audytorem Nuncjatury Apostolskiej w Bawarii, a od 1883 do 1893 audytorem Nuncjatury Apostolskiej w Austro-Węgrzech. Następnie został prosekretarzem Świętej Kongregacji Nadzwyczajnych Spraw Kościelnych.
24 października 1896 papież Leon XIII mianował go internuncjuszem apostolskim w Holandii i w Luksemburgu. W 1900 przeniesiony na urząd nuncjusza apostolskiego w Rosji. Przed objęciem tego stanowiska nauczył się rosyjskiego. Uważany był za przyszłego nuncjusza apostolskiego w Bawarii.
Zmarł 24 maja 1902 z powodu choroby nerek.